# San Rosendo
San Rosendo är en kommun i Chile.   Den ligger i provinsen Provincia de Biobío och regionen Región del Biobío, i den södra delen av landet, 500 km söder om huvudstaden Santiago de Chile.
I omgivningarna runt San Rosendo växer i huvudsak städsegrön lövskog. Runt San Rosendo är det ganska tätbefolkat, med 86 invånare per kvadratkilometer.